# Argentina ved sommer-OL 2016
Argentina deltog i Sommer-OL 2016 i Rio de Janeiro, som blev arrangeret i perioden 5. august til 21. august 2016.

## Medaljer
| 2016 Rio de Janeiro | Guld | Sølv | Bronze | Total |
| Argentina           | 3    | 1    | 0      | 4     |

### Medaljevinderne
| Egypten under sommer-OL 2016 i Rio de Janeiro | Egypten under sommer-OL 2016 i Rio de Janeiro | Egypten under sommer-OL 2016 i Rio de Janeiro | Egypten under sommer-OL 2016 i Rio de Janeiro | Egypten under sommer-OL 2016 i Rio de Janeiro |
| Medalje                                       | Navn | Sport                                         | Event                                         | Dato                                          |
| --------------------------------------------- | --- | --------------------------------------------- | --------------------------------------------- | --------------------------------------------- |
| Guld                                          | Paula Pareto | Judo                                          | Kvindernes 48 kg                              | 6. august                                     |
| Guld                                          | Santiago Lange Cecilia Carranza Saroli | Sejlsport                                     | Nacra 17                                      | 16. august                                    |
| Guld                                          | Argentina men's national field hockey team \| Juan Manuel Vivaldi \| \| Ignacio Ortiz \| \| \| \| Gonzalo Peillat \| \| Juan Martín Lopez \| \| \| \| Juan Ignacio Gilardi \| \| Juan Manuel Saladino \| \| \| \| Facundo Callioni \| \| Matías Rey \| \| \| \| Lucas Rey \| \| Manuel Brunet \| \| \| \| Matías Paredes \| \| Agustín Mazzilli \| \| \| \| Joaquín Menini \| \| Lucas Rossi \| \| \| \| Lucas Vila \| \| Pedro Ibarra \| \| \| \| Luca Masso \| \| Isidoro Ibarra \| \| \| | Hockey                                        | Mændenes turnering                            | 18. august                                    |
| Sølv                                          | Juan Martín del Potro | Tennis                                        | Herresingle                                   | 14. august                                    |
| Juan Manuel Vivaldi                           | | Ignacio Ortiz                                 |                                               |                                               |
| Gonzalo Peillat                               | | Juan Martín Lopez                             |                                               |                                               |
| Juan Ignacio Gilardi                          | | Juan Manuel Saladino                          |                                               |                                               |
| Facundo Callioni                              | | Matías Rey                                    |                                               |                                               |
| Lucas Rey                                     | | Manuel Brunet                                 |                                               |                                               |
| Matías Paredes                                | | Agustín Mazzilli                              |                                               |                                               |
| Joaquín Menini                                | | Lucas Rossi                                   |                                               |                                               |
| Lucas Vila                                    | | Pedro Ibarra                                  |                                               |                                               |
| Luca Masso                                    | | Isidoro Ibarra                                |                                               |                                               |